# GUILTY (V6의 노래)
〈GUILTY〉(길티)는 2009년 9월 2일 발매한 V6의 36번째 싱글이다. V6의 《아시아송페스티벌 2009년》 스페셜 게스트로 초청 공연, 같은해 11월 내한콘서트 등으로 한국에 라이선스 발매된다.

## 설명
- 이전 싱글에서 2개월만의 발매된 싱글이다.
- 초회한정 V6반/토니센·카미센반(CD+DVD)/통상반(CD)으로 총 3가지 형태로 발매되었다.

## 수록곡

### 통상반
1. GUILTY
  - 멤버 이노하라 요시히코 출연 아사히TV계열 드라마 《신・경시청 수사 1과 9계》 주제곡
2. 逢いたくて / 만나고 싶어서
3. Medicine
4. 蜃気楼 / 신기루
5. GUILTY（Instrumental）
6. 逢いたくて（Instrumental）
7. Medicine（Instrumental）
8. 蜃気楼（Instrumental）

### 초회한정 V6반
CD
1. GUILTY
2. 逢いたくて / 만나고 싶어서

DVD
1. GUILTY【Music Video Long Edit Ver.】
2. スピリット【Live Version：from “20th Century LIVE TOUR 2009 HONEY HONEY HONEY”】

### 초회한정 토니센·카미센반
CD
1. GUILTY
2. 逢いたくて / 만나고 싶어서

DVD
1. スタートライン/20th Century【from “20th Century Special Unplugged Live”】
2. Hello-Goodbye/Coming Century【from “Coming Century TOUR WARM UP GIG!”】